# Маґнолія загостренолиста
Маґнолія загостренолиста (Magnolia acuminata) є однією з найбільших маґнолій і однією з найбільш холодостійких. Це велике лісове дерево, що природно росте на сході Сполучених Штатів і в південному Онтаріо в Канаді. Це дерево, яке, як правило, зустрічається поодиноко, як розрізнені екземпляри, а не однорідними гаями.

## Поширення
Маґнолія загостренолиста поширена переважно в поясі Аппалачів, включаючи плато Аллеґені та плато Камберленд, аж до західної Пенсільванії та Нью-Йорку. Є також численні ізольовані віддалені популяції на більшій частині південного сходу США та кілька невеликих популяцій у південному Онтаріо. У Канаді маґнолія загостренолиста внесена до списку видів, що знаходяться під загрозою зникнення, і охороняється Законом Канади про види під загрозою. У 1993 році Товариство місцевих рослин Північної Америки придбало урочище Shining Tree Woods («Сяючі дерева»), щоб зберегти насадження маґнолії загостренолистої.

## Опис
Листя опадаюче, просте, чергове, від овальної до довгастої форми, 12—25 см завдовжки та 6—12 см завширшки, цілокрає, знизу опушене. Листки бувають двох форм: загострені на обох кінцях або помірно серцеподібні біля основи (вони зазвичай формуються лише високо на дереві).
На відміну від більшості маґнолій, квіти не ефектні. Вони, як правило, невеликі, жовто-зелені й ростуть та розпускаються високо на дереві з квітня до червня. Листя маґнолії загостренолистої загострене на кінчику, що й дає назву рослині. Незрілі плоди зелені, формою нагадують маленький огірок; плід дозріває до темно-червоного кольору і становить 6—8 см завдовжки й 4 см завширшки, з окремими плодолистками, що розкриваються, вивільняючи яскраво-червоне насіння, 10–60 на плід. Стиглий плід має яскравий червонувато-помаранчевий колір.

## Використання та вирощування
Маґнолія загостренолиста — чудове тінисте дерево для парків і садів, хоча їх не рекомендується висаджувати рядами вздовж вулиць. У культурі дерева зазвичай виростають до 15—20 м заввишки, хоча вони досягають понад 30 м в ідеальних умовах лісу. Вони можуть стати досить масивними: національний чемпіон серед дерев у США (і ймовірний чемпіон світу) в окрузі Старк, штат Огайо, має 2,4 м у діаметрі та 29 м у висоту. Вони найкраще ростуть на глибоких, вологих, добре дренованих, злегка кислих ґрунтах, хоча можуть витримувати й лужну реакцію ґрунтів.
Їх складно пересаджувати через їхню грубу, м'ясисту кореневу систему, тому їх слід садити неглибоко та переміщувати ранньою весною з великим об'ємом ґрунту на корінні.
У торгівлі деревиною деревина цього дерева є ціниться нарівні з деревиною спорідненого тюльпанного дерева (Liriodendron tulipifera).
Маґнолія загостренолиста була використана для гібридизації нових сортів, які поділяють її жовтий колір квіток і морозостійкість.
Крім того, вона була відзначений як рослина-запилювач, яка підтримує та приваблює бджіл і метеликів. Це рослина-хазяїн для метеликів, що забезпечує поживу під час личинкової стадії.

## Галерея

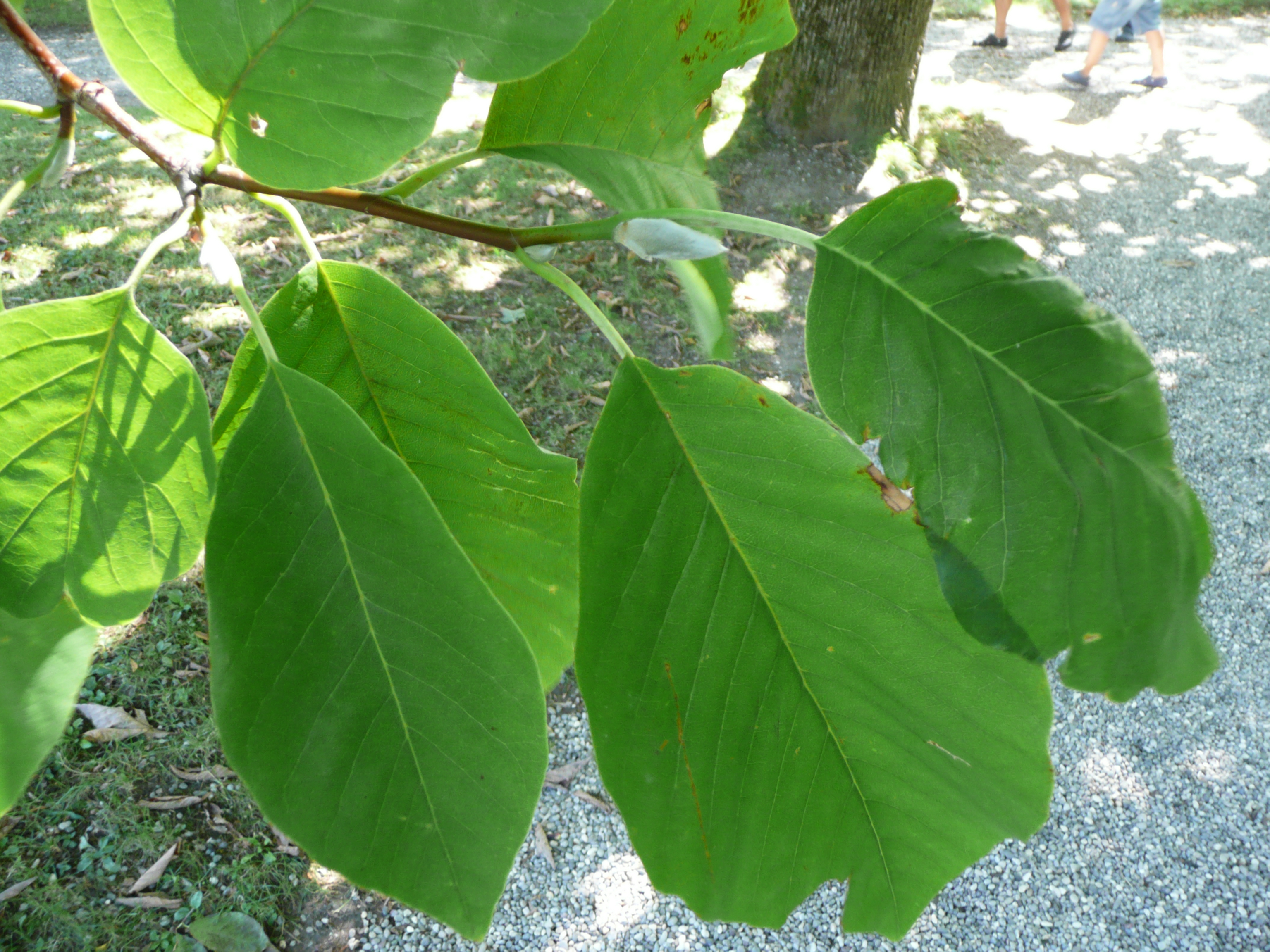
Листя
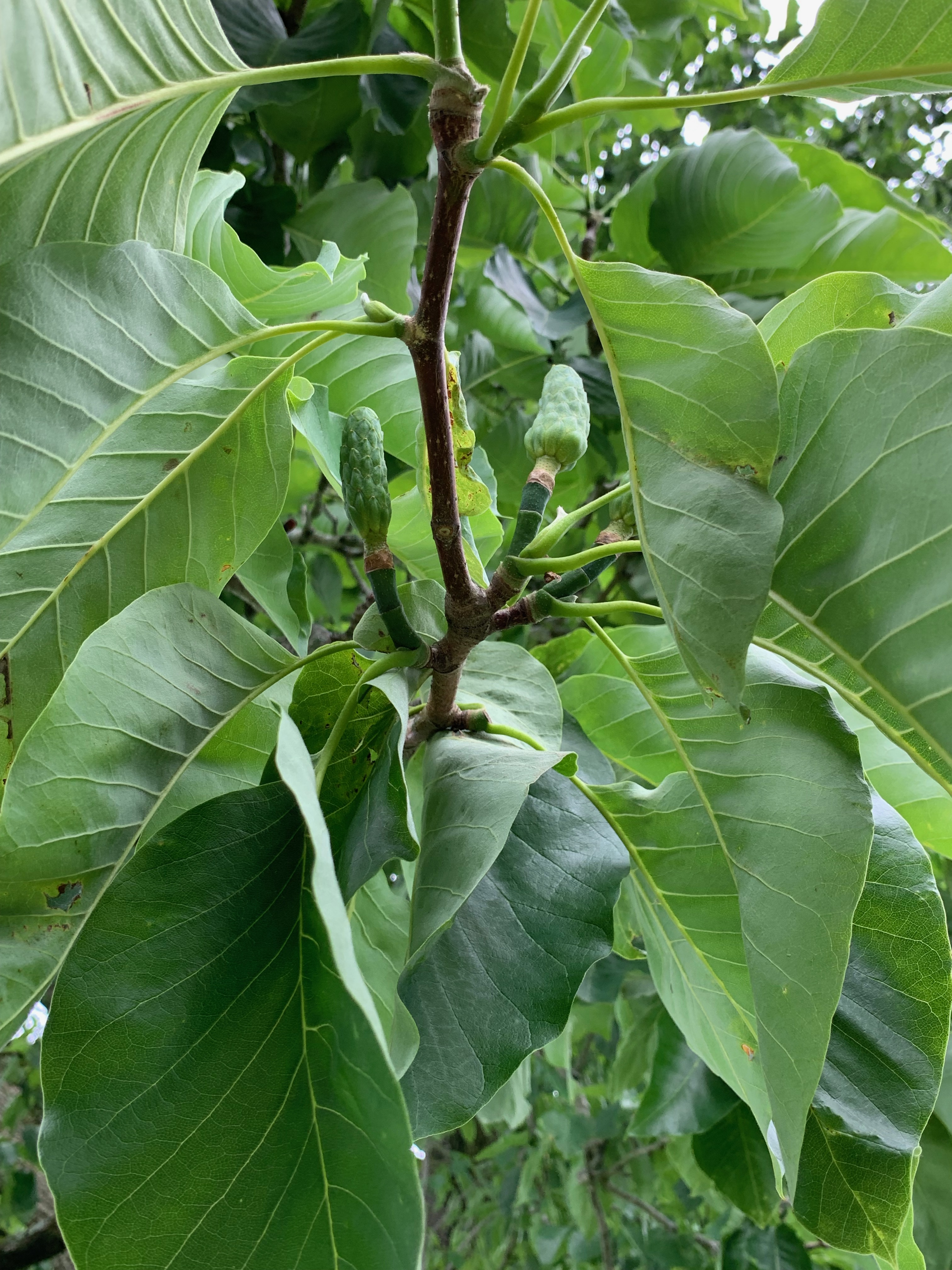
Плоди
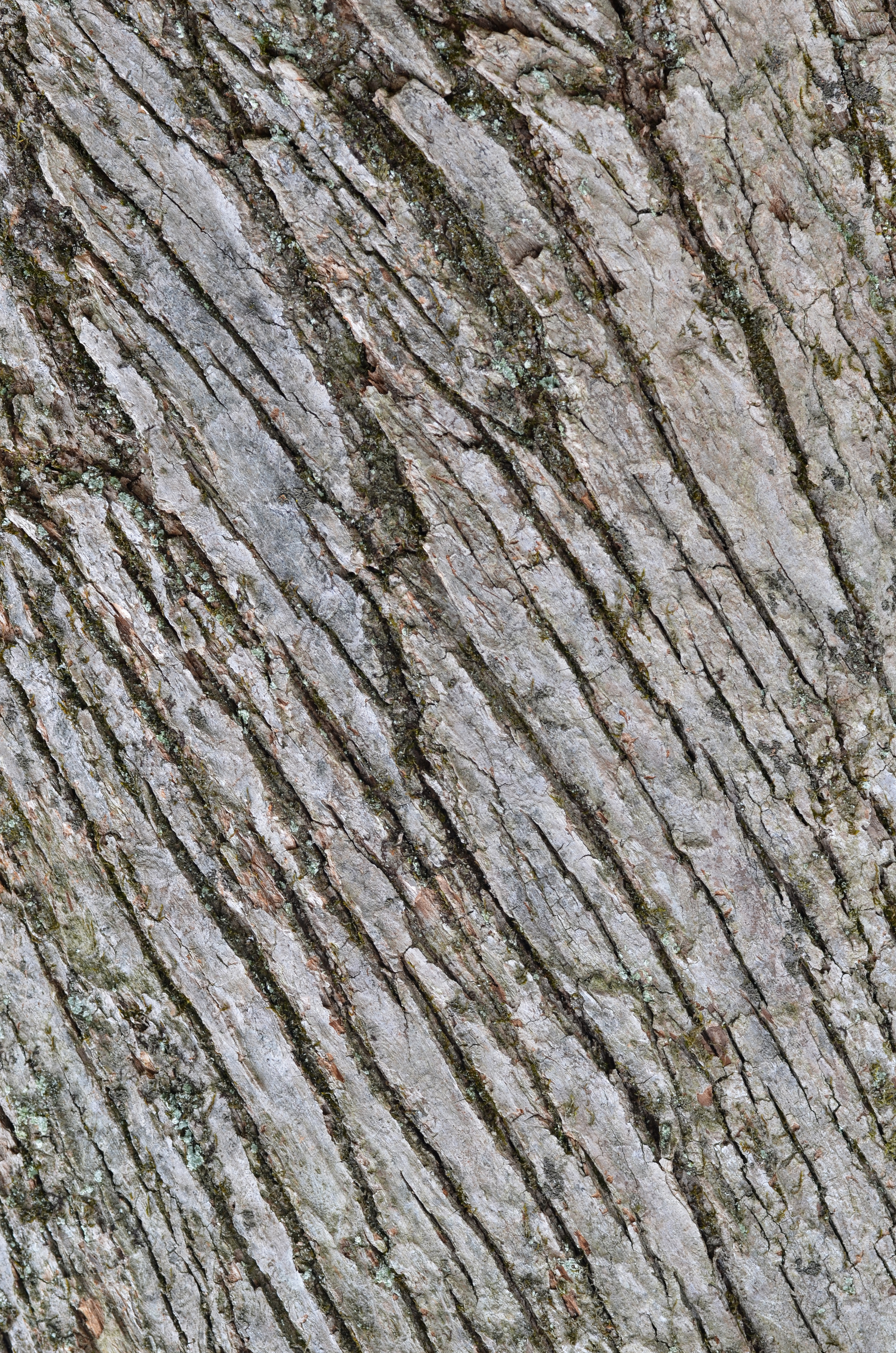
Кора
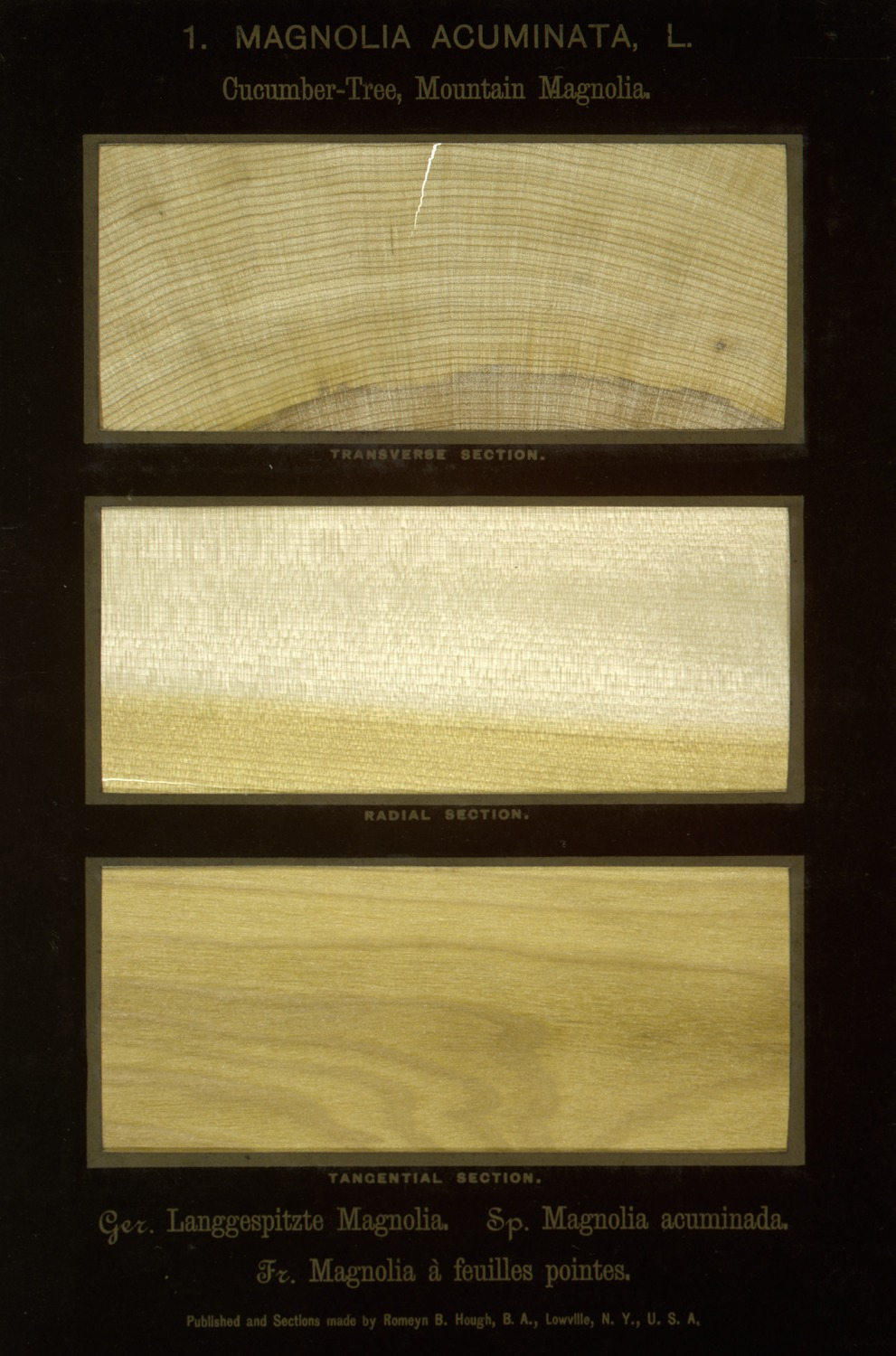
Зразки деревини
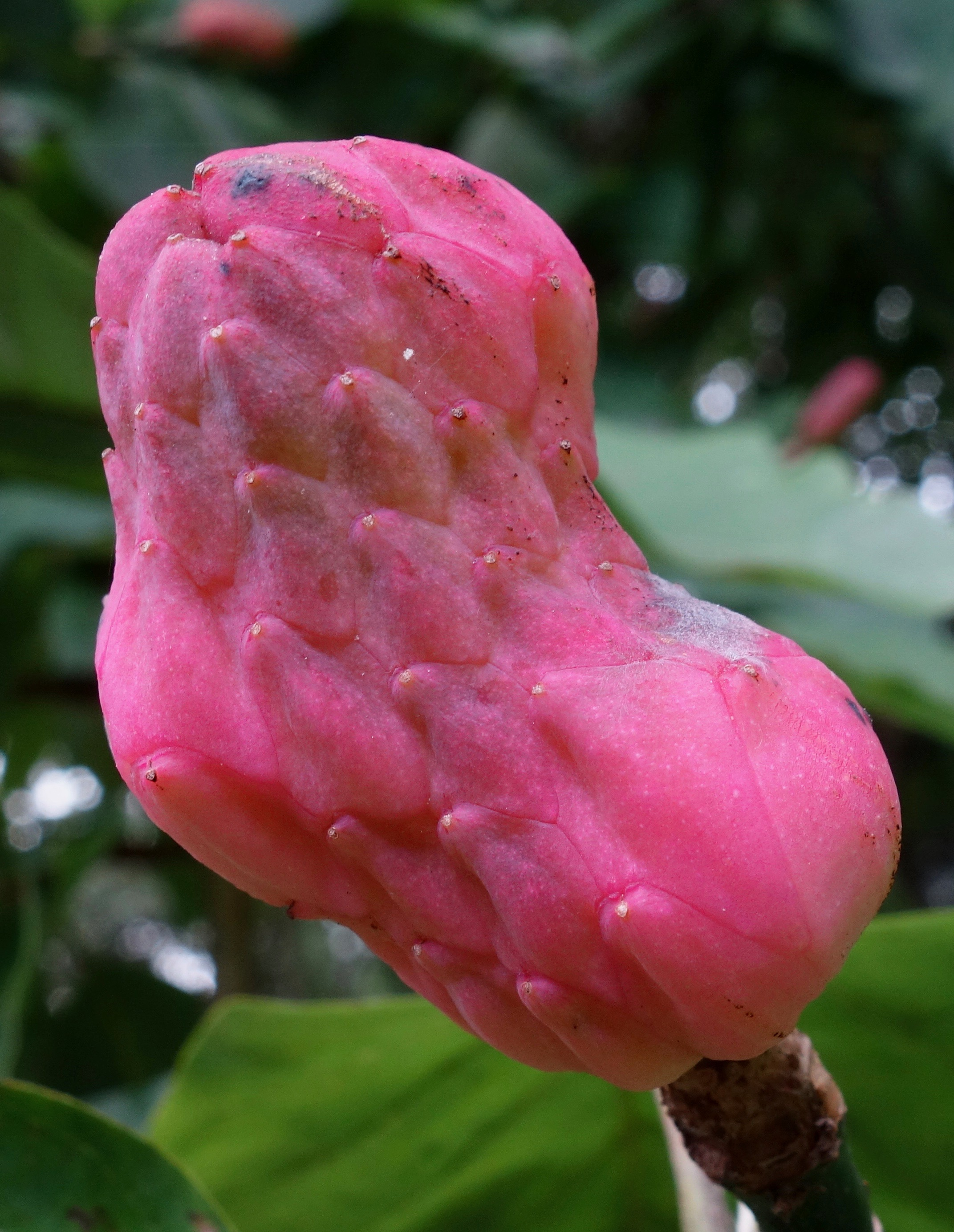
Дозрівання плодів
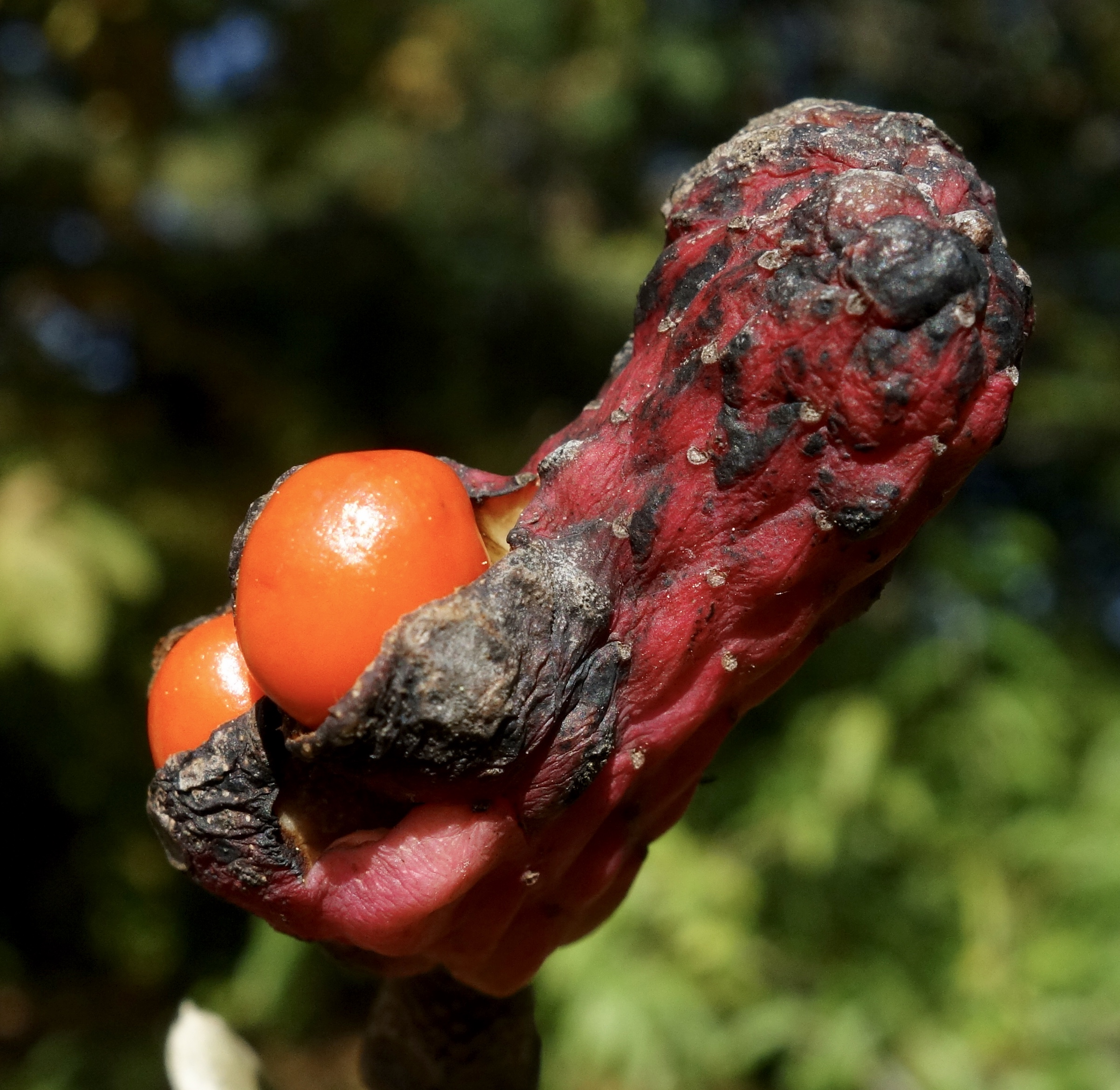
Стиглий плід
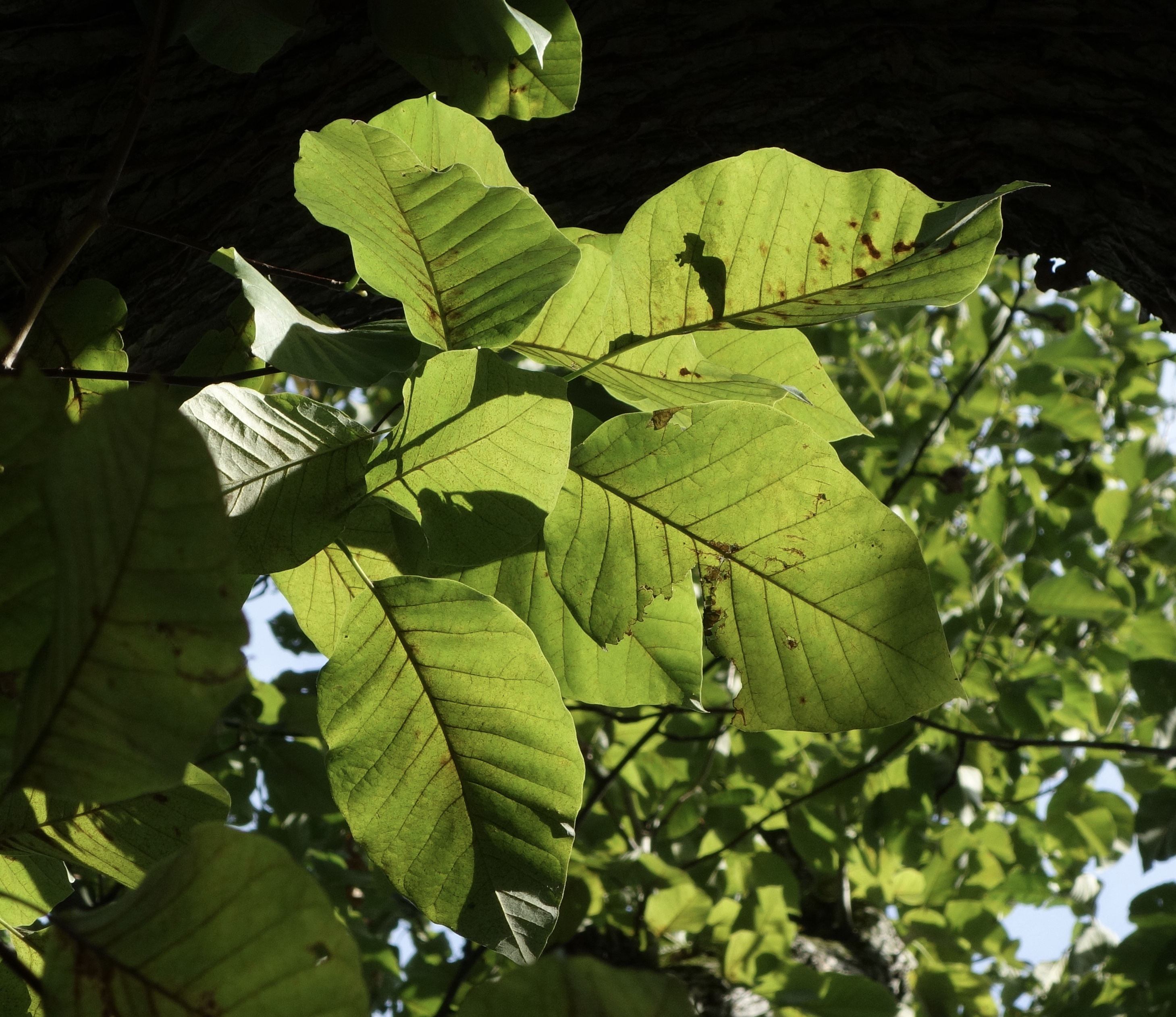
Листя
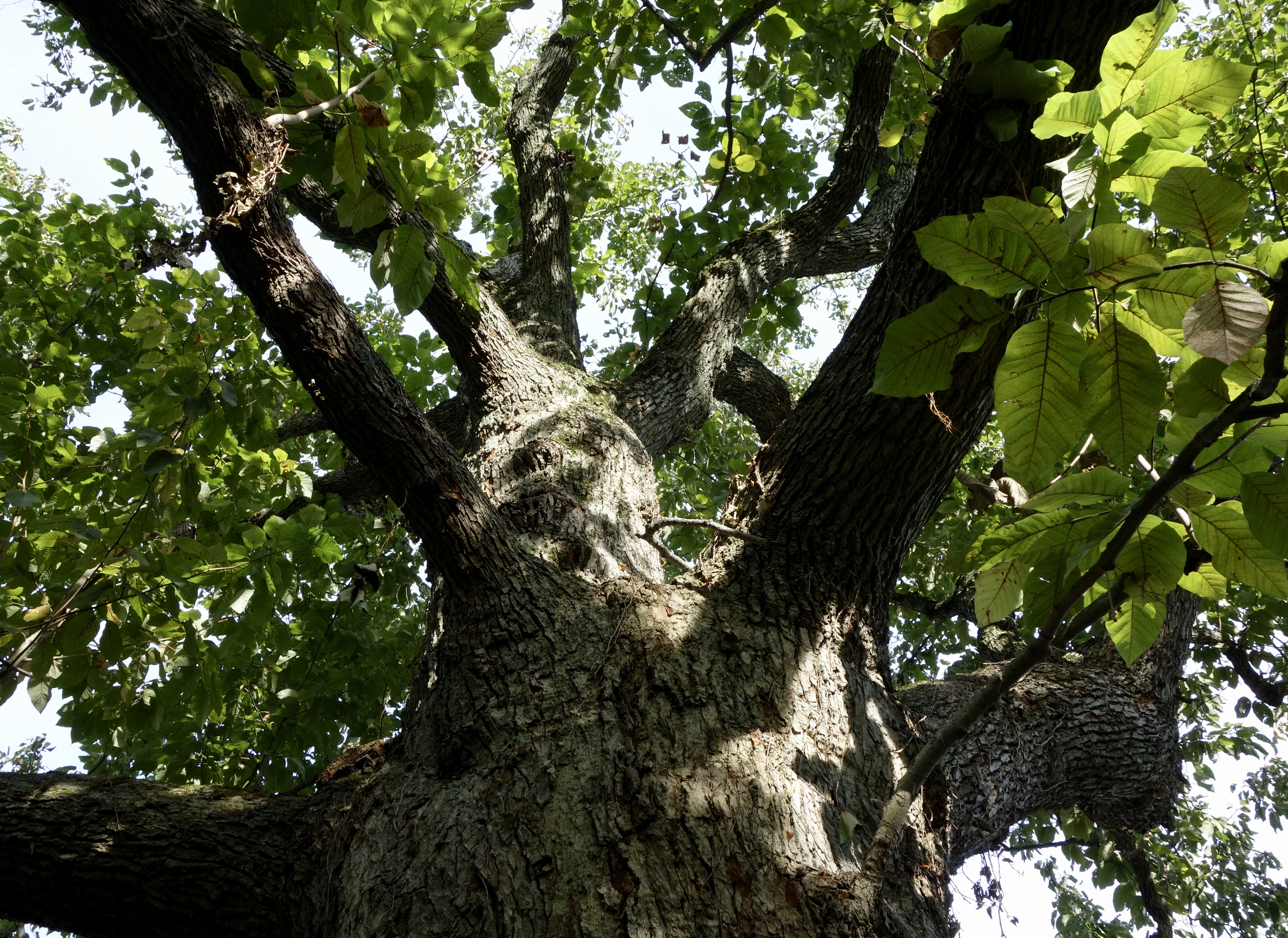
Висаджений у 1880 р. екземпляр, дендропарк Арнольда Гарвардського університету